# Octocollis
Octocollis is een geslacht van kevers uit de familie bladsprietkevers (Scarabaeidae). Het geslacht werd voor het eerst wetenschappelijk beschreven in 2012 door Moeseneder en Hutchinson.